# سلول درمانی
یاخته‌درمانی یا سلول‌درمانی (به انگلیسی: cell therapy) که cellular therapy و cell transplantation و cytotherapy نیز نامیده می‌شود؛ نوعی درمان است که در آن یاخته‌های بنیادی به بیمار پیوند زده می‌شود.
گاهی این کار با تزریق سلول‌های زنده و دست نخورده انجام می‌شود. برای نمونه سلول‌های T که قادرند از راه ایمنی با واسطه‌های سلولی (cell-mediated immunity) با سلول‌های سرطانی مبارزه کنند، می‌توانند به منظور ایجاد ایمنی در دورۀ درمان، به بیمار تزریق شوند.
سلول‌درمانی از سدۀ نوزدهم از زمانی که دانشمندان، تزریق مواد حیوانی را به منظور جلوگیری و درمان بیماری‌ها مورد آزمایش قرار دادند مورد استفاده قرار گرفت.
اگرچه چنین تلاش‌هایی نتایج مثبتی در پی نداشت اما پژوهش‌های بعدی که در میانه‌های سدۀ بیستم انجام گرفت برای کمک به منظور جلوگیری از رد اندام‌های پیوند خورده بدن انسان استفاده شد که مقدمه‌ای برای موفقیت در پیوند مغز استخوان در آن زمان گردید. سلول‌درمانی به پیوند سلول زنده از خود فرد یا فرد سالم دیگر با هدف بازسازی بافت بدن گفته می‌شود. سلول‌ها کارخانه‌های قدرتمندی هستند که می‌توانند اثرات درمانی را از راه روش‌های متعددی اعمال نمایند. سلول‌ها می‌توانند در محل آسیب لانه‌گزینی کنند، مواد محرک رشد ترشح کنند و در برخی موارد به سلول‌های دیگری تبدیل شوند. این سازش‌پذیری باعث می‌شود سلول‌درمانی به‌طور قدرتمندی عمل کند و امکان بالایی برای درمان بیماری‌های برگشت‌ناپذیر فراهم نماید.

## تاریخچۀ سلول‌درمانی در جهان
نخستین سلول‌درمانی در سدۀ نوزدهم انجام شد. در سال ۱۸۹۴ کارلس اسکوارد از سلول‌های بیضۀ جانوری برای جلوگیری از اثرات پیری استفاده نمود. در سال ۱۹۳۱ یک پزشک سوئیسی به نام دکتر نایهانس از پیوند بافت رویان گاو برای درمان بیماری که طی جراحی تیروئید به‌اشتباه غدۀ پاراتیروئید خود را از دست داده بود استفاده کرد.
در سال ۱۹۵۹ اولین پیوند مغز استخوان انجام شد که البته موفقیت‌آمیز نبود. اما اولین پیوند موفق مغز استخوان در انسان در سال ۱۹۶۹ در منه سوتا آمریکا انجام شد. بر اساس آمار موجود، طی ۱۵ سال گذشته ۳۰ میلیون سلول‌درمانی در دنیا انجام شده‌است و تاکنون ۱۹ فراورده سلول‌درمانی و ژن‌درمانی تاییدیۀ FDA آمریکا را دریافت نموده‌اند. در حوزۀ پوست ۳ مورد، ارتاپزشکی، چشم و سرطان پروستات هرکدام یک مورد تأیید شده و سایر فرآورده‌ها مربوط به سرطان‌ خون است.

## دسته‌بندی
امروزه دو دسته متفاوت از سلول‌درمانی شناخته شده‌است:
اولین دسته از سلول‌درمانی که پایه‌گذاری شد، سلول‌درمانی در پزشکی اصلی (mainstream medicine) است که در آن سلول‌های انسانی از یک دهنده به بیمار پیوند زده می‌شوند. پژوهش‌های گسترده‌ای در این روش در حال انجام است که می‌تواند منبعی بالقوه درمان باشد. چنین پژوهش‌هایی زمانی که بر رویان انسان انجام شود ممکن است بحث‌برانگیز باشد.
دسته دیگر، سلول‌درمانی در پزشکی جایگزین (alternative medicine) است که در آن از تزریق پیوستۀ سلول‌های جانوری با هدف درمان بیماری‌ها استفاده می‌شود. انجمن سرطان آمریکا بیان کرده که هیچ مدرک پزشکی اثربخشی این روش را حمایت نمی‌کند و این روش می‌تواند پیامدهای مرگباری داشته باشد.

## سلول‌درمانی آلوژنیک (allogeneic)
در سلول‌درمانی آلوژنیک، دهنده، فردی متفاوت از دریافت‌کنندۀ سلول‌ها است. در صنعت تولید دارو، روش آلوژنیک مورد توجه زیادی قرار گرفته‌است چرا که درمان‌های آلوژنیک می‌توانند اساس فراورده‌ها باشند.
پژوهش‌های بسیاری بر توسعهٔ چنین فراورده‌هایی برای درمان بیماری‌ها از جمله بیماری کرون و بیماری‌های عروقی مختلف متمرکز هستند.

### پیوند سلول‌های بنیادی رویانی انسان
پژوهش‌ها در زمینۀ سلول‌های بنیادی رویانی انسان بحث‌برانگیز و قانون‌های آن از کشوری به کشور دیگر متفاوت است جوری که تعدادی از کشورها آن را به صورت کامل ممنوع کرده‌اند. با این وجود این سلول‌ها به عنوان پایه تعدادی از کاربردهای درمانی شامل درمان دیابت و بیماری پارکینسون استفاده می‌شوند.

### پیوند سلول‌های بنیادی عصبی
سلول‌های بنیادی عصبی (NSCs) سلول‌های چندتوانی (Multipotency) هستند که می‌توانند به اختریاخته‌ها، الیگودنروسیت‌ها و سلول‌های عصبی تمایز یابند. این سلول‌ها در درمان بیماری‌های عصبی مانند بیماری‌های پارکینسون و هانتیگتون، آسیب نخاعی، آسیب مغزی و سکتۀ مغزی کاربرد دارند.

### پیوند سلول‌های بنیادی مزانشیمی
سلول‌های بنیادی مزانشیمی (MSCs)، تنظیم‌کننده‌های ایمنی (immunomodulatory)، چندتوان (Multipotency) و به سرعت تکثیرشونده هستند. پیشرفت‌های اخیر در زمینۀ فناوری جداسازی سلول این امکان را فراهم آورده‌است که بتوان MSCها را از بافت‌های رویانی و بزرگسال گوناگون از جمله خون بند ناف، پرزهای کریونی جفت، مایع آمنیونی، کبد رویانی، سینوویوم، پری‌استئوم، ماهیچۀ اسکلتی، بافت چربی، خون محیطی، شش و حتی دندان‌های شیری کنده‌شده جداسازی و شناسایی نمود. این سلول‌ها قادرند به سلول‌های استخوان، غضروف، ماهیچه، لیگامان، تاندون، ماهیچۀ قلب، بافت چربی، سلول‌های بافت همبند مغز استخوان، سلول‌های بافت همبند تیموس، سلول‌های دندان‌ساز، و سلول‌های اپیتلیوم کبد، اپیتلیوم شش و اپیتلیوم روده تمایز پیدا کنند. علاوه بر این، MSCها دارای ویژگی سرکوب ایمنی هستند، و به آسانی تحت ترارسانی با وکتورهای ویروسی قرار می‌گیرند. همچنین MSCها تمایل دارند در نواحی رشد بازسازی بافت‌ها لانه‌گزینی کنند، و بازسازی بافت را افزایش دهند. این قابلیت‌های منحصربه فرد باعث می‌شوند که آن‌ها بتوانند برای یک دامنۀ وسیعی از درمان‌ها شامل درمان تعدیلی دستگاه ایمنی(immune-modulatory therapy)، بازسازی استخوان و غضروف، بازسازی ماهیچۀ قلب و درمان نشانگان هُرلر (یک اختلال اسکلتی و عصبی) استفاده شوند.
پژوهشگران نشان داده‌اند که از سلول‌های بنیادی مزانشیمی می‌توان برای درمان نقص استخوان‌سازی (OI) استفاده کرد. در برخی پژوهش‌ها، سلول‌های مغز استخوان از آنتی‌ژن لکوسیت انسانی (HLA) خواهری یکسان، به بیماران درای نقص استخوان‌سازی، پیوند زده شده‌اند. نشان داده شده که سلول‌های بنیادی مزانشیمی می‌توانند به استئوبلاست‌های طبیعی تمایز یافته و بدین ترتیب منجر به رشد سریع استخوان و کاهش تکرار شکستگی شوند. برای آماده‌سازی MSCها جهت کاربردهای بالینی، باید در نظر داشت که این سلول‌ها در شرایط درون‌تنی در جایگاه‌های طبیعی با غلظت پایین اکسیژن بسر می‌برند. در سطح مولکولی، معمولاً مهم‌ترین تنظیم‌کنندۀ پاسخ سلول به کاهش فشار اکسیژن، فاکتور رونویسی هترودایمر موسوم به فاکتور القاشده توسط هیپوکسی (Hypoxia Inducible Factor, HIF) می‌باشد. ژن‌های دخیل در سوخت‌وساز انرژی، جذب گلوکز، سوخت‌وساز آهن، ساخت گویچه‌های قرمز، پیام‌رسانی ساخت رگ‌های خونی، التهاب، تنظیم وازوموتور (Vasomotor)، عملکردهای ماتریکس و غشاها، تجزیۀ ماتریکس، سیستم‌های انتقال، تنظیم رونویسی، رشد و بقای سلول، آپاپتوز، مهاجرت سلول، تنظیم هورمونی و ژن‌های مرتبط با عفونت‌های ویروسی، از جمله ژن‌های هدف HIF هستند. بازده نهایی رونویسی از یک ژن خاص که هدف HIF قرار گرفته‌است به دو عامل بستگی دارد. عامل اول و مهم‌تر ساختار نواحی پاسخ‌دهنده به HIF (HRE) در ژن مورد نظر و عامل دوم در دسترس بودن فاکتورهای رونویسی دیگر که قرار است در ناحیه HRE با HIF همکاری کنند، می‌باشد. هر دو عامل به شدت تحت تأثیر گونۀ جاندار، بافت و نوع سلول می‌باشند. حتی در یک نوع سلول، بیان یک ژن خاص تحت اثر هیپوکسی به عوامل دیگری همچون فاکتورهای مؤثر بر فعالیت HIF، مسیرهای سوخت‌وسازی که در سلول فعال یا غیرفعال شده‌اند، غلظت واقعی اکسیژن در ریزمحیط نزدیک سلول و طول مدت کشت بستگی دارد. علاوه بر هیپوکسی، برخی فاکتورهای رشد و سایتوکاین‌های التهابی، هورمون‌ها، سیگنال‌های آنکوژنی و موج‌های فراصوت نیز تنظیم‌کننده‌های قوی HIF هستند. به هر صورت، اثر هیپوکسی بر سلول‌ها بسیار پیچیده‌است و بوسیله ژن‌های متعددی میانجیگری می‌شود؛ بنابراین، غلظت اکسیژن باید همانند محیط کشت و سرم در کشت این سلول‌ها مورد توجه ویژه قرار بگیرد و با توجه به یک نوع خاص سلول و هدف کشت، باید غلظت مناسبی از اکسیژن برای کشت سلول در نظر گرفته شود.

### پیوند سلول‌های بنیادی استخوان‌ساز
سلول‌های بنیادی استخوانساز (HSCs) توانایی خودنوزایی (self-renew) و تمایز به همه انواع سلول‌های خونی، به ویژه سلول‌های که در دستگاه ایمنی انسان درگیر هستند را دارند؛ بنابراین برای درمان نارسایی‌های ایمنی و خونی استفاده شوند. از زمانی که پیوند مغز استخوان انسان برای اولین بار در سال ۱۹۷۵ انجام گرفت، پیشرفت‌های شایانی در درمان با استفاده از سلول‌های بنیادی استخوان ساز انجام شده‌است. بدنبال آن تزریق سینرژیک مغز استخوان (syngeneic marrow infusion) و پیوند آلوژنیک مغزاستخوان (allogeneic marrow grafting) نیز با موفقیت انجام شده‌است.
سلول‌های بنیادی استخوانساز می‌توانند پس از شیمی‌درمانی با دُز بالا از راه بازسازی سلول‌های آسیب‌دیدۀ تشکیل‌دهندۀ خون و احیای دستگاه ایمنی، خاصیت درمان‌کنندگی خود را ارائه دهند.
سه نوع پیوند سلول‌های بنیادی استخوان ساز(HSCT) وجود دارد:
1. پیوندهای سینرژیک (syngeneic) که در بین دوقلوهای همسان رخ می‌دهند
2. پیوندهای اتولوگ (autologous) که از سلول‌های بنیادی استخوان‌سازی که به‌طورمستقیم از بیمار بدست می‌آیند، استفاده می‌شود و به همین دلیل هیچ گونه عوارض ناسازگاری بافتی ایجاد نمی‌کنند
3. پیوند آلوژنیک (allogeneic) که از سلول‌های بنیادی استخوانساز دهنده‌ای که به لحاظ ژنتیکی مرتبط یا نامرتبط به گیرنده هستند استفاده می‌کند[۱۹]

## سازوکارهای اثربخشی سلول‌درمانی
سلول‌های درمانگر پس پیوند، از راه سازوکارهای گوناگونی اثر درمانی خود را انجام می‌دهند:
- پیوند بن‌یاخته‌ها یا نیایاخته‌ها، تمایز و جایگزینی بلندمدت بافت آسیب دیده. در این مورد سلول‌های تک توان یا چندتوان در شرایط آزمایشگاهی یا پس از رسیدن به مکان آسیب دیدگی از راه تزریق سیستمیک (عمومی) یا موضعی، به یک نوع سلول ویژه تمایز پیدا می‌کنند. سپس این سلول‌ها با محل زخم ادغام شده و جایگزین بافت آسیب دیده می‌شوند و به این ترتیب به بهبود عملکرد اندام یا بافت کمک می‌کنند. برای مثال می‌توان به استفاده از سلول‌ها برای جایگزین کردن کاردیومیست‌ها (cardiomyocytes) پس از آنفارکتوس میوکارد (myocardial infarction) اشاره کرد ([۲۵]-[۲۶]).
- سلول‌هایی که ظرفیت آزادسازی فاکتورهای محلول مانند سایتوکاینها (cytokines)، کموکاینها (chemokines) و فاکتورهای رشد را دارند که به روش اندوکرین یا پاراکرینی عمل می‌کنند. این فاکتورها خوددرمانی اندام یا یک ناحیه را تسهیل می‌سازند. سلول‌های پیوند زده شده (از طریق تزریق سیستمیک یا موضعی) برای یک دوره نسبتاً کوتاه (چند روز یا چند هفته) زنده می‌مانند و سپس می‌میرند. این روش شامل سلول‌هایی می‌شود که یا فاکتورهای درمانی را به شکل طبیعی ترشح می‌کنند یا تحت تغییرات اپی‌ژنتیک و مهندسی ژنتیک مقادیر بالایی از یک مولکول خاص را آزاد می‌سازند. برای نمونه پیوند سلول‌هایی که فاکتورهای تسهیل‌کننده رگ‌زایی (angiogenesis)، ضدالتهاب و ضدآپوپتوزی (anti-apoptosis) را ترشح را می‌توان نام برد ([۲۷]-[۲۸][۲۹]). این نوع عمل توسط شرکت‌هایی مانند Pluristem و Pervasis که از سلول‌های استرومایی چسبنده(adherent stromal cells) یا سلول‌های اندوتلیال بالغ (mature endothelial cells) برای درمان بیماری رگ‌های محیطی و پیچیدگی در دسترسی سرخرگی استفاده می‌کنند، ارائه شده‌است ([۳۰]-[۳۱]

## پیشینهٔ سلول درمانی در ایران
نخستین پیوند مغز استخوان در سال ۱۳۶۹ توسط دکتر قوام‌زاده برای درمان سرطان خون انجام شد و تا کنون بیش از ۸۰۰۰ پیوند در ایران انجام شده‌است. اما اولین تزریق سلول‌های بنیادی برای درمان بیماری‌های غیرخونی در سال ۱۳۸۳ به دست پژوهشگران پژوهشگاه رویان و برای ترمیم ضایعات قلبی ناشی ازسکته انجام شد. در سال ۱۳۸۴ پژوهندگان این پژوهشگاه از سلول‌های بنیادی برای ترمیم ضایعات قرنیۀ چشم استفاده کردند و در سال ۱۳۸۷ پژوهش‌ها در زمینۀ سلول‌درمانی برای بیماران ویتیلیگو (لک و پیس) آغاز شد. اکنون پژوهش‌ها برای درمان بیش از ۴۰ بیماری مختلف در حوزه‌های پوست، اَرتاپزشکی، قلب، مغز و اعصاب، کلیه، چشم و تولید مثل و زنان در این پژوهشگاه مراحل کارآزمایی بالینی را می‌گذراند. تا کنون بیش از ۲۷۰۰۰ طرح پژوهشی بالینی در حوزۀ سلول‌درمانی در جهان انجام می‌شود که بیشترین آن در آمریکا و سپس اروپا و چین انجام می‌شود و در خاورمیانه ۹۳۱ مطالعه ثبت شده که حدود ۱۰۰ مورد آن مربوط به ایران است.

### شرکت‌های مطرح تولید فرآورده‌های سلولی در ایران

#### شرکت دانش‌بنیان سیناسل
سیناسل اولین شرکتی است که در حوزۀ سلول‌درمانی در ایران تأسیس گردیده‌ است. این شرکت در سال ۱۳۸۶ در پارک علم و فناوری پردیس آغاز به کار نمود. فعالیت تولیدی این شرکت در سال‌های اولیه عمدتاً بر تولید پانسمان‌های زیستی از بافت پردۀ آمنیون و پوست مصنوعی متمرکز بوده‌است اما در کنار این فراورده‌ها این شرکت به تولید سلول‌های بنیادی مزانشیمی جهت درمان انواع بیماری‌ها نیز پرداخته‌است. سیناسل یکی از اولین شرکت‌های ایرانی است که گواهی GMP در زمینۀ تولید سلول‌های بنیادی و سلول‌های فیبروبلاست انسانی را از وزارت بهداشت دریافت نموده‌است.

#### شرکتسل تک فارمد
در بهمن ماه ۱۳۹۲ جهت عرضۀ علم سلول‌درمانی تحت استانداردهای cGMP در ایران تأسیس گردید. یکی از چشم‌اندازهای مهم شرکت سل تک فارمد ارتقاء سطح سلامت جامعه با استفاده از علوم تولید شده در عرصۀ سلول‌درمانی است. شرکت دانش‌بنیان سل تک فارمد با حمایت گروه دارویی برکت و پژوهشگاه رویان با هدف استفاده از فرآورده‌های سلولی به بهره‌برداری رسید.
کارخانه سل تک فارمد با داشتن بالاترین استانداردها براساس معیارهای آمریکا و اروپا، از نظر ظرفیت تولید در حال حاضر یکی از ده مرکز تولید فرآورده‌های سلولی در سطح جهان است. خط تولید فرآورده‌های ریکالرسل برای درمان ویتیلیگو، رنیودرم سل به منظور درمان پیری پوست، اسکار و آکنه و مزستروسل با هدف درمان آرتروز در شرکت سل تک فارمد وجود دارد.

سبد فرآورده‌های دارویی شرکت سل تک فارمد به شرح جدول زیر است:
| ردیف | نام فرآورده | دسته دارویی                 | توضیحات |
| ۱    | رنیودرم سل  | سلول درمانی چین و چروک صورت |         |
| ۲    | ریکالرسل    | سلول درمانی ویتیلیگو        |         |
| ۳    | مزستروسل    | سلول درمانی آرتروز          |         |
| ۴    | وارتوسل     | سلول درمانی فلج مغزی        |         |